# Temporada da NHL de 1974–75
A temporada da NHL de 1974–75 foi a 58.ª  temporada da National Hockey League (NHL). Dezoito times jogaram 80 jogos. Com a adição de dois novos times, o Washington Capitals e o Kansas City Scouts, a NHL aumentou o número de jogos de 78 para 80 e dividiu a liga em quatro divisões e duas conferências. 
Como as novas conferências e divisões tinham pouco a ver com a geografia norte-americana, referências geográficas foram também removidas até 1993. A Divisão Leste transformou-se em Conferência Príncipe de Gales e consistiu na Divisão Adams e na Divisão Norris e a Divisão Oeste tornou-se a Conferência Clarence Campbell e consistiu na Divisão Patrick e na Divisão Smythe. As Divisões Patrick e Norris trocariam de Conferência a partir da temporada 1980-81. Essa posterior expansão foi considerada por muitos mal concebida, e com a World Hockey Association (WHA) continuando a drenar os talentos, os Capitals tiveram o pior desempenho em uma temporada na história do hóquei profissional, e o terceiro pior na era pós-guerra na temporada seguinte, enquanto os Scouts teriam o quinto pior desempenho na era pós-guerra na temporada seguinte.
No início de 1975, os jornais noticiaramn que o California Golden Seals e o Pittsburgh Penguins seriam relocados para Denver e Seattle respectivamente, em um arranjo que veria os dois times vendidos para grupos naquelas cidades que já haviam conseguido franquias "condicionais" para a temporada 1976-77. Após sempre ter rejeiutado tentativas de relocação de franquias anteriormente, o presidente da liga Clarence Campbell viu isso como um método pelo qual a NHL poderia se livrar de dois problemas de mercados, enquanto honraria os compromissos de expansão que havia feito. 

## Temporada Regular
Pela primeira vez na história da National Hockey League, houve um empate triplo no primeiro lugar geral. Os respectivos líderes divisionais da Norris, Patrick, e Adams tiveram 113 pontos. O Vancouver Canucks, que esteve jogado na original Divisão Leste desde sua estreia na liga, foi movido para a Conferência Campbell e liderou o caminho na Divisão Smythe com meros 86 pontos. Bobby Orr liderou a artilharia pela segunda vez, o único defensor na história da NHL a atingir tal feito. 
O time surpreendente do ano foi o Los Angeles Kings. Quando o novo arranjamento divisional foi anunciado, muitos especialistas em hóquei sentiram que o Montreal Canadiens estava na divisão mais fraca e brincaram dizendo que eles garantiriam a 1º posição no Natal. Todavia, os Kings, com seu estilo defensivo disciplinado e excelente atuação dos goleiros Rogie Vachon e Gary Edwards, batalhou com Montreal o ano inteiro pela 1º posição. Os Kings abriram sua temporada com vitória sobre o então campeão Philadelphia Flyers em Philadelphia e empate com os Canadiens em Montreal. Os Kings perderam apenas 2 dos primeiros 26 jogos, e no Natal, Montreal tinha uma liderança de apenas 2 pontos. Quando L.A. venceu em Montreal no meio de janeiro, eles voltaram à primeira posição. Os times continuaram a batalhar, com os Canadiens finalmente garantindo a primeira colocação com 3 jogos por jogar. 

### Classificação Final
Nota: PJ = Partidas Jogadas, V = Vitórias, D = Derrotas, E = Empates, Pts = Pontos, GP = Gols Pró, GC = Gols Contra,PEM=Penalizações em Minutos 

Times que se classificaram aos play-offs estão destacados em negrito

#### Conferência Príncipe de Gales
| Divisão Adams           | J  | V  | D  | E  | Pts | GP  | GC  | PEM  |
| ----------------------- | -- | -- | -- | -- | --- | --- | --- | ---- |
| Buffalo Sabres          | 80 | 49 | 16 | 15 | 113 | 354 | 240 | 1229 |
| Boston Bruins           | 80 | 40 | 26 | 14 | 94  | 345 | 245 | 1153 |
| Toronto Maple Leafs     | 80 | 31 | 33 | 16 | 78  | 280 | 309 | 1079 |
| California Golden Seals | 80 | 19 | 48 | 13 | 51  | 212 | 316 | 1101 |

| Divisão Norris      | J  | V  | D  | E  | Pts | GP  | GC  | PEM  |
| ------------------- | -- | -- | -- | -- | --- | --- | --- | ---- |
| Montreal Canadiens  | 80 | 47 | 14 | 19 | 113 | 374 | 225 | 1155 |
| Los Angeles Kings   | 80 | 42 | 17 | 21 | 105 | 269 | 185 | 1185 |
| Pittsburgh Penguins | 80 | 37 | 28 | 15 | 89  | 326 | 289 | 1119 |
| Detroit Red Wings   | 80 | 23 | 45 | 12 | 58  | 259 | 335 | 1078 |
| Washington Capitals | 80 | 8  | 67 | 5  | 21  | 181 | 446 | 1085 |

#### Conferência Clarence Campbell
| Divisão Patrick     | J  | V  | D  | E  | Pts | GP  | GC  | PEM  |
| ------------------- | -- | -- | -- | -- | --- | --- | --- | ---- |
| Philadelphia Flyers | 80 | 51 | 18 | 11 | 113 | 293 | 181 | 1969 |
| New York Rangers    | 80 | 37 | 29 | 14 | 88  | 319 | 276 | 1053 |
| New York Islanders  | 80 | 33 | 25 | 22 | 88  | 264 | 221 | 1118 |
| Atlanta Flames      | 80 | 34 | 31 | 15 | 83  | 243 | 233 | 915  |

| Divisão Smythe        | J  | V  | D  | E  | Pts | GP  | GC  | PEM  |
| --------------------- | -- | -- | -- | -- | --- | --- | --- | ---- |
| Vancouver Canucks     | 80 | 38 | 32 | 10 | 86  | 271 | 254 | 965  |
| St. Louis Blues       | 80 | 35 | 31 | 14 | 84  | 269 | 267 | 1275 |
| Chicago Black Hawks   | 80 | 37 | 35 | 8  | 82  | 268 | 241 | 1112 |
| Minnesota North Stars | 80 | 23 | 50 | 7  | 53  | 221 | 341 | 1106 |
| Kansas City Scouts    | 80 | 15 | 54 | 11 | 41  | 184 | 328 | 744  |

### Artilheiros
PJ = Partidas Jogadas, G = Gols, A = Assistências, Pts = Pontos, PEM = Penalizações em Minutos
| Jogador           | Time                | PJ | G  | A  | Pts | PEM |
| ----------------- | ------------------- | -- | -- | -- | --- | --- |
| Bobby Orr         | Boston Bruins       | 80 | 46 | 89 | 135 | 101 |
| Phil Esposito     | Boston Bruins       | 79 | 61 | 66 | 127 | 62  |
| Marcel Dionne     | Detroit Red Wings   | 80 | 47 | 74 | 121 | 14  |
| Guy Lafleur       | Montreal Canadiens  | 70 | 53 | 66 | 119 | 37  |
| Pete Mahovlich    | Montreal Canadiens  | 80 | 35 | 82 | 117 | 64  |
| Bobby Clarke      | Philadelphia Flyers | 80 | 27 | 89 | 116 | 125 |
| Rene Robert       | Buffalo Sabres      | 74 | 40 | 60 | 100 | 75  |
| Rod Gilbert       | New York Rangers    | 76 | 36 | 61 | 97  | 22  |
| Gilbert Perreault | Buffalo Sabres      | 68 | 39 | 57 | 96  | 36  |
| Rick Martin       | Buffalo Sabres      | 68 | 52 | 43 | 95  | 72  |

### Goleiros Líderes
PJ = Partidas Jogadas, MJ=Minutos Jogados, GC = Gols Contra, TG = Tiros ao Gol, MGC = Média de gols contra, V = Vitórias, D = Derrotas, E = Empates, SO = Shutouts
| Player          | Team                | PJ | MJ   | GC  | MGC  | V  | D  | E  | SO |
| --------------- | ------------------- | -- | ---- | --- | ---- | -- | -- | -- | -- |
| Bernie Parent   | Philadelphia Flyers | 68 | 4041 | 137 | 2.03 | 44 | 14 | 10 | 12 |
| Rogatien Vachon | L.A. Kings          | 54 | 3239 | 121 | 2.24 | 27 | 14 | 13 | 6  |
| Gary Edwards    | L.A. Kings          | 27 | 1561 | 61  | 2.34 | 15 | 3  | 8  | 3  |
| Chico Resch     | N.Y. Islanders      | 25 | 1432 | 59  | 2.47 | 12 | 7  | 5  | 3  |
| Roger Crozier   | Buffalo Sabres      | 23 | 1260 | 55  | 2.62 | 17 | 2  | 1  | 3  |
| Ken Dryden      | Montreal Canadiens  | 56 | 3320 | 149 | 2.69 | 30 | 9  | 16 | 4  |
| Tony Esposito   | Chicago Black Hawks | 58 | 4219 | 193 | 2.74 | 34 | 30 | 7  | 6  |
| Billy Smith     | N.Y. Islanders      | 58 | 3368 | 156 | 2.78 | 21 | 18 | 17 | 3  |
| Dan Bouchard    | Atlanta Flames      | 40 | 2400 | 111 | 2.78 | 20 | 15 | 5  | 3  |
| Phil Myre       | Atlanta Flames      | 40 | 2400 | 114 | 2.85 | 14 | 16 | 10 | 5  |

## Playoffs
Todas datas em 1975
Com a nova estrutura de conferências e divisões, os playoffs de 1975 tiveram um novo formato. Os playoffs foram expandidos de 8 para 12 times, com os 3 primeiros times de cada divisão atingindo os playoffs. Os times que ficassem em primeiro em cada divisão seriam bye na primeira rodada, enquanto o segundo e o terceiro de cada divisão seriam classificados de 1-8 com base em seu desempenho na temporada regular, jogando em série melhor de 3. Os quatro vencedores das divisões então se juntariam aos 4 vencedores das séries nas quartas-de-final, e eles seriam novamente reclassificados de 1-8 baseado no desempenho da temporada regular. Essa reclassificação aconteceria novamente nas semifinais, e é utilizada no formato atual de playoffs (embora não tenha sido utilizado entre 1982 e 1993). Os proponentes dessa reclassificação alegam que isso faz da temporada regular mais importante ao recompensar times com melhores desempenhos com confrontos potencialmente mais fáceis. Além disso, evita-se uma chance potencial de dois times com baixa classificação (que podem ter passado pela fase preliminar de playoffs) se enfrentarem na fase seguinte enquanto duas equipes melhor classificadas duelam entre si (o que é possível no formato de playoff como na NBA). O maior beneficiário desse modelo foi o Vancouver Canucks, que havia ficado em nono na temporada regular mas recebeu um bye na primeira rodada por vencer a relativamente fraca Divisão Smythe. Quem sofreu com isso foi o Los Angeles Kings, que teve o quarto lugar geral no desempenho mas teve de jogar na arriscada série preliminar, onde foi derrotado pelo Toronto Maple Leafs por 2 jogos a 1.
Durante os playoffs da Stanley Cup de 1975, o New York Islanders, disputando seus primeiros playoffs desde sua estreia na Temporada 1972–73 da NHL, quase conseguiu uma incrível série de zebras para chegar às finais da Stanley Cup. Após surpreender o New York Rangers por 2 a 1 na fase preliminar, os Islanders viram-se perdendo para o Pittsburgh Penguins por 3 a 0 na série melhor-de-sete das quartas-de-final. Os Islanders conseguiram vencer os quatro jogos seguintes e ganharam a série por 4-3. Os únicos outros times da NHL a conseguir tal feito de virar uma série de 3-0 para 4-3, foram o Toronto Maple Leafs nas Finais da Stanley Cup de 1942 e o Philadelphia Flyers em 2010. Na fase semifinal dos playoffs, os Islanders quase fizeram isso novamente. Reagindo de um outro déficit de 3-0 na série, eles venceram os três jogos seguintes para forçar um sétimo jogo contra o então campeão da Stanley Cup Philadelphia Flyers. Os Flyers ganharam o decisivo Jogo 7 em casa para ganhar a série e continuaram seu caminho para vencer a Stanley Cup. 

### Finais
O Philadelphia Flyers bateu o Buffalo Sabres por 4 jogos a 2 para sua segunda consecutiva Stanley Cup.

### Tabela dos Playoffs
|  | Fase preliminar | Fase preliminar     | Fase preliminar     |                     |                     | Quartas-de-final    | Quartas-de-final | Quartas-de-final |  |   | Semifinais          | Semifinais | Semifinais |  |   | Final da Stanley Cup | Final da Stanley Cup | Final da Stanley Cup |
|  |                 |                     |                     |                     |                     |                     |                  |                  |  |   |                     |            |            |  |   |                      |                      |                      |
|  |                 |                     |                     |                     |                     |                     |                  |                  |  |   |                     |            |            |  |   |                      |                      |                      |
|  |                 | 1                   | Philadelphia Flyers | 4                   |                     |                     |                  |                  |  |   |                     |            |            |  |   |                      |                      |                      |
|  |                 |                     |                     | 4                   |                     |                     |                  |                  |  |   |                     |            |            |  |   |                      |                      |                      |
|  |                 |                     | 12                  | Toronto Maple Leafs | 0                   |                     |                  |                  |  |   |                     |            |            |  |   |                      |                      |                      |
|  | 4               | Los Angeles Kings   | 12                  | Toronto Maple Leafs | 0                   | 1                   |                  |                  |  |   |                     |            |            |  |   |                      |                      |                      |
|  | 4               | Los Angeles Kings   |                     |                     |                     | 1                   |                  |                  |  |   |                     |            |            |  |   |                      |                      |                      |
|  | 12              | Toronto Maple Leafs | 2                   |                     |                     |                     |                  |                  |  |   |                     |            |            |  |   |                      |                      |                      |
|  | 12              | Toronto Maple Leafs | 2                   |                     |                     |                     |                  |                  |  | 1 | Philadelphia Flyers | 4          |            |  |   |                      |                      |                      |
|  |                 |                     |                     |                     |                     |                     |                  |                  |  | 1 | Philadelphia Flyers | 4          |            |  |   |                      |                      |                      |
|  |                 | 8                   | New York Islanders  | 3                   |                     |                     |                  |                  |  |   |                     |            |            |  |   |                      |                      |                      |
|  | 6               | 8                   | New York Islanders  | 3                   | Pittsburgh Penguins | 2                   |                  |                  |  |   |                     |            |            |  |   |                      |                      |                      |
|  | 6               |                     |                     |                     | Pittsburgh Penguins | 2                   |                  |                  |  |   |                     |            |            |  |   |                      |                      |                      |
|  | 10              | St. Louis Blues     | 0                   |                     |                     |                     |                  |                  |  |   |                     |            |            |  |   |                      |                      |                      |
|  | 10              | St. Louis Blues     | 0                   |                     | 6                   | Pittsburgh Penguins | 3                |                  |  |   |                     |            |            |  |   |                      |                      |                      |
|  |                 |                     |                     |                     | 6                   | Pittsburgh Penguins | 3                |                  |  |   |                     |            |            |  |   |                      |                      |                      |
|  |                 |                     | 8                   | New York Islanders  | 4                   |                     |                  |                  |  |   |                     |            |            |  |   |                      |                      |                      |
|  | 7               | New York Rangers    | 8                   | New York Islanders  | 4                   | 1                   |                  |                  |  |   |                     |            |            |  |   |                      |                      |                      |
|  | 7               | New York Rangers    |                     |                     |                     | 1                   |                  |                  |  |   |                     |            |            |  |   |                      |                      |                      |
|  | 8               | New York Islanders  | 2                   |                     |                     |                     |                  |                  |  |   |                     |            |            |  |   |                      |                      |                      |
|  | 8               | New York Islanders  | 2                   |                     |                     |                     |                  |                  |  |   |                     |            |            |  | 1 | Philadelphia Flyers  | 4                    |                      |
|  |                 |                     |                     |                     |                     |                     |                  |                  |  |   |                     |            |            |  | 1 | Philadelphia Flyers  | 4                    |                      |
|  |                 | 2                   | Buffalo Sabres      | 2                   |                     |                     |                  |                  |  |   |                     |            |            |  |   |                      |                      |                      |
|  |                 | 2                   | Buffalo Sabres      | 2                   |                     |                     |                  |                  |  |   |                     |            |            |  |   |                      |                      |                      |
|  |                 |                     |                     |                     |                     |                     |                  |                  |  |   |                     |            |            |  |   |                      |                      |                      |
|  |                 |                     |                     |                     |                     |                     |                  |                  |  |   |                     |            |            |  |   |                      |                      |                      |
|  |                 | 2                   | Buffalo Sabres      | 4                   |                     |                     |                  |                  |  |   |                     |            |            |  |   |                      |                      |                      |
|  |                 |                     |                     | 4                   |                     |                     |                  |                  |  |   |                     |            |            |  |   |                      |                      |                      |
|  |                 |                     | 11                  | Chicago Black Hawks | 1                   |                     |                  |                  |  |   |                     |            |            |  |   |                      |                      |                      |
|  | 5               | Boston Bruins       | 11                  | Chicago Black Hawks | 1                   | 1                   |                  |                  |  |   |                     |            |            |  |   |                      |                      |                      |
|  | 5               | Boston Bruins       |                     |                     |                     | 1                   |                  |                  |  |   |                     |            |            |  |   |                      |                      |                      |
|  | 11              | Chicago Black Hawks | 2                   |                     |                     |                     |                  |                  |  |   |                     |            |            |  |   |                      |                      |                      |
|  | 11              | Chicago Black Hawks | 2                   |                     |                     |                     |                  |                  |  | 2 | Buffalo Sabres      | 4          |            |  |   |                      |                      |                      |
|  |                 |                     |                     |                     |                     |                     |                  |                  |  | 2 | Buffalo Sabres      | 4          |            |  |   |                      |                      |                      |
|  |                 | 3                   | Montreal Canadiens  | 2                   |                     |                     |                  |                  |  |   |                     |            |            |  |   |                      |                      |                      |
|  |                 | 3                   | Montreal Canadiens  | 2                   |                     |                     |                  |                  |  |   |                     |            |            |  |   |                      |                      |                      |
|  |                 |                     |                     |                     |                     |                     |                  |                  |  |   |                     |            |            |  |   |                      |                      |                      |
|  |                 |                     |                     |                     |                     |                     |                  |                  |  |   |                     |            |            |  |   |                      |                      |                      |
|  |                 | 3                   | Montreal Canadiens  | 4                   |                     |                     |                  |                  |  |   |                     |            |            |  |   |                      |                      |                      |
|  |                 |                     |                     | 4                   |                     |                     |                  |                  |  |   |                     |            |            |  |   |                      |                      |                      |
|  |                 |                     | 9                   | Vancouver Canucks   | 1                   |                     |                  |                  |  |   |                     |            |            |  |   |                      |                      |                      |
|  |                 |                     | 9                   | Vancouver Canucks   | 1                   |                     |                  |                  |  |   |                     |            |            |  |   |                      |                      |                      |
|  |                 |                     |                     |                     |                     |                     |                  |                  |  |   |                     |            |            |  |   |                      |                      |                      |

## Prêmios da NHL
| Prêmios de 1974-75 da NHL       | Prêmios de 1974-75 da NHL                            |
| ------------------------------- | ---------------------------------------------------- |
| Troféu Príncipe de Gales:       | Buffalo Sabres                                       |
| Taça Clarence S. Campbell:      | Philadelphia Flyers                                  |
| Troféu Art Ross:                | Bobby Orr, Boston Bruins                             |
| Troféu Memorial Bill Masterton: | Don Luce, Buffalo Sabres                             |
| Troféu Memorial Calder:         | Eric Vail, Atlanta Flames                            |
| Troféu Conn Smythe:             | Bernie Parent, Philadelphia Flyers                   |
| Troféu Memorial Hart:           | Bobby Clarke, Philadelphia Flyers                    |
| Jack Adams Award:               | Bob Pulford, Los Angeles Kings                       |
| Troféu Memorial James Norris:   | Bobby Orr, Boston Bruins                             |
| Troféu Memorial Lady Byng:      | Marcel Dionne, Detroit Red Wings                     |
| Prêmio Lester B. Pearson:       | Bobby Orr, Boston Bruins                             |
| Prêmio Mais/Menos da NHL:       | Bobby Orr, Boston Bruins                             |
| Troféu Vezina:                  | Bernie Parent, Philadelphia Flyers                   |
| Troféu Lester Patrick:          | Donald M. Clark, William L. Chadwick, Thomas N. Ivan |

### Times das Estrelas
| Primeiro Time                      | Position | Segundo Time                       |
| ---------------------------------- | -------- | ---------------------------------- |
| Bernie Parent, Philadelphia Flyers | G        | Rogie Vachon, Los Angeles Kings    |
| Bobby Orr, Boston Bruins           | D        | Guy Lapointe, Montreal Canadiens   |
| Denis Potvin, New York Islanders   | D        | Borje Salming, Toronto Maple Leafs |
| Bobby Clarke, Philadelphia Flyers  | C        | Phil Esposito, Boston Bruins       |
| Guy Lafleur, Montreal Canadiens    | RW       | Rene Robert, Buffalo Sabres        |
| Rick Martin, Buffalo Sabres        | LW       | Steve Vickers, New York Rangers    |

## Estreias
O seguinte é uma lista de jogadores importantes que jogaram seu primeiro jogo na NHL em 1974-75 (listados com seu primeiro time):
- Guy Chouinard, Atlanta Flames
- Danny Gare, Buffalo Sabres
- Charlie Simmer, California Golden Seals
- Wilf Paiement, Kansas City Scouts
- Dave Hutchison, Los Angeles Kings
- Clark Gillies, New York Islanders
- Bob Bourne, New York Islanders
- Rick Middleton, New York Rangers
- Ron Greschner, New York Rangers
- Bob MacMillan, New York Rangers
- Pierre Larouche, Pittsburgh Penguins
- Tiger Williams, Toronto Maple Leafs
- Harold Snepsts, Vancouver Canucks

## Últimos Jogos
O seguinte é uma lista de jogadores importantes que jogaram seu último jogo na NHL em 1974-75 (listados com seu último time):
- Murray Oliver, Minnesota North Stars
- Henri Richard, Montreal Canadiens
- Bobby Rousseau, New York Rangers
- Ted Harris, Philadelphia Flyers
- Eddie Shack, Toronto Maple Leafs
- Norm Ullman, Toronto Maple Leafs
- Doug Mohns, Washington Capitals

NOTA:  Ullman terminaria sua carreira profissional na World Hockey Association.